# Jane Cunningham Croly
Jane Cunningham Croly (Leicestershire, Anglaterra, 19 de desembre de 1829 - Nova York, USA, 23 de desembre de 1901) va ser una periodista nord-americana d'origen britànic, coneguda pel seu pseudònim, Jennie June. Va ser una autora pionera i editora de columnes femenines als principals diaris i revistes de Nova York. Va fundar el club Sorosis per a dones a Nova York el 1868, i el 1889 el va ampliar a tot el país a la Federació General de Clubs de Dones. També va fundar el Woman's Press Club de la ciutat de Nova York.

## Primers anys
Jane Cunningham va néixer a Anglaterra, filla d'un ministre unitari, el reverend Joseph Cunningham, i la seva dona, Jane Scott. La família va emigrar als Estats Units quan Jane tenia dotze anys. Van viure primer a Poughkeepsie, Nova York, i més tard a Southbridge, Massachusetts.

## Carrera professional
Jane Cunningham es va interessar per primera vegada pel periodisme quan era estudiant; va començar editant el diari de l'escola. Més tard va editar i publicar el diari per a l'església del seu germà. El 1855 s'havia traslladat a Nova York per buscar feina periodística. Algunes fonts diuen que va ser allà on va fer servir per primera vegada el pseudònim «Jennie June». Altres fonts diuen que «Jennie June» era un sobrenom infantil que li havia posat un amic de la família quan tenia dotze anys.
Després de presentar-se sense èxit a diversos diaris, va ser contractada pel Noah's Sunday Times i també pel Sunday Times, on publicava columnes setmanals', centrades en temes tan tradicionals com la moda, la cuina i les arts. Més tard va recordar que aquesta vegada era un repte, ja que pocs diaris volien contractar una dona i, si ho feien, només era en temes «propis de les dones». Hi  havia una gran resistència per part dels editors homes a l'hora de contractar una dona per cobrir notícies o fer informes seriosos fora del que es considerava l'esfera femenina.
Al 1856 es va casar amb el també periodista, i editor del New York Herald, David G. Croly. Van tenir tres filles, Minnie, Viola i Alice, i un fill, Herbert David.
Tot i que s'esperava que la majoria de les dones abandonessin la seva carrera després de casar-se, Jennie June va continuar treballant i ho va fer després de tenir fills. El 1857 escrivia les seves columnes al Baltimore American de Maryland, al Richmond Enquirer, de Virginia, al Louisville Journal, de Kentucky, i al New Orleans Delta, de Louisiana.
Va ser editora i redactora principal de Mme Demorest's Mirror of Fashions, des de la seva fundació al 1860 per Ellen LC Demorest, i continuà amb el Demorest's Illustrated Monthly Magazine fins al 1887. Aquestes revistes estaven dedicades a la moda femenina, i Jennie es va fer coneguda com una experta en el tema, molt citada en altres publicacions. Més tard va ser editora de la Cycle Magazine, que havia fundat,en un moment en què la bicicleta significava independència per a les dones; va ser un èxit i seguí encara Home-Maker Magazine. Les seves columnes sovint eren publicades en revistes femenines arreu dels Estats Units.

## Feminista

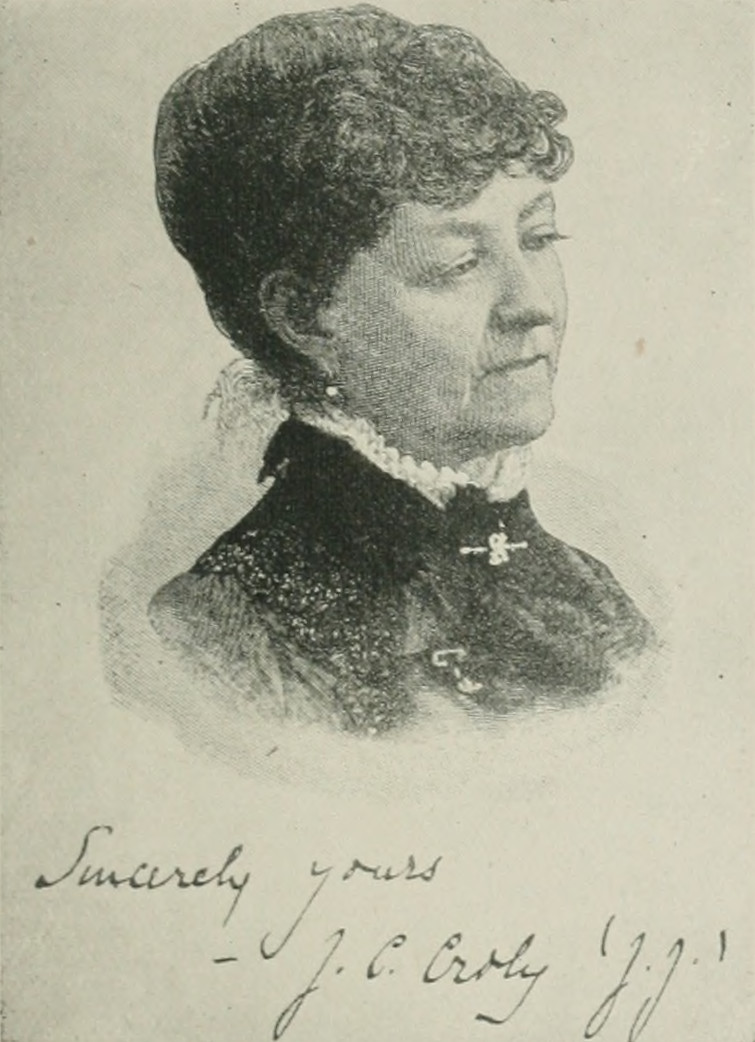
Croly, cap al 1897

Jane Cunningham Croly va ser una feminista pionera, dedicada a la millora de la situació de les dones. Va demanar més eficiència en el vestit de les dones i va ridiculitzar els bloomers. Va insistir que la millor feina de les dones era la de ser «les cuidadores, les mestresses de casa, les educadores dels nens». Croly simpatitzava amb el moviment del sufragi femení, però no hi era activa. Va recolzar fermament la igualtat i la igualtat de drets, donant especial èmfasi a les noves carreres de dones de classe mitjana, com ara secretària, comptable, infermera i dependenta de grans magatzems, a més de les funcions tradicionals en l'ensenyament. Schlesinger argumenta que la «contribució duradora de Croly al progrés de les dones nord-americanes va ser la seva insistència perquè les dones s'impliquessin en un rendiment competent». Va dir a les dones nord-americanes que la independència financera i la igualtat econòmica eren tant o més importants que el dret al vot.
Va convocar els primers congressos de dones el 1856 i el 1869. Al 1869, El 1868 indignada quan el New York Press Club va organitzar una recepció només per a homes per a Charles Dickens, va crear el club Sorosis, una organització que defensava una major acceptació i més oportunitats professionals per a les dones. No es preocupava ni de política ni de sufragi femení. Jennie June va dir a la premsa que imaginava el club (el nom del qual és un terme botànic grec per a una mena d'arbre que produeix diversos tipus de fruites i flors) com un saló on les dones poguessin reunir-se i intercanviar idees, gaudir de la literatura i discutir de les arts. Posteriorment va organitzar la seva successora, la Federació General de Clubs de Dones el 1890; també va fundar el New York Woman's Press Club el 1889, amb 40 membres, i es va convertir en la seva primera presidenta. Les primeres reunions es feien a casa seva, però aviat l'entitat van tenir la seva seu al Midtown de Manattan.
El 1892 va ser nomenada professora de periodisme i literatura a la Universitat Rutgers, a Nova Jersey.

## Últims anys
En els seus darrers anys, la premsa sovint es referia a Jennie June Croly com la «Mare dels clubs de dones», un terme que també s'esmentava quan els diaris informaven de com va emmalaltir l'estiu de 1898. Va patir una greu caiguda i es va trencar el maluc; la seva amiga íntima Ellen Demorest, per a la revista de moda de la qual havia treballat, també va emmalaltir per aquella mateixa època arran d'un ictus. Sembla que mai es va recuperar del tot i, l'any 1900, va anunciar que es retirava del diari i del club. Va fer un viatge de tornada a Anglaterra, per veure el país del seu naixement al cap de tants anys de ser-ne fora i, després de tornar a Nova York, va morir d'una insuficiència cardíaca, el 23 de desembre de 1901, als 72 anys.
El 1994, va ser incorporada al National Women's Hall of Fame.

## Obres
- For Better or Worse (1875)
- Jennie Juneiana: Talks on Women's Topics (1864)
- Cookery-Book for Young Housekeepers (1866)
- Knitting and Crochet (1885)
- Thrown on Her Own Resources (1891)
- History of the Woman's-Club Movement in America (1898 and 1900)